# Phalaenopsis ubonensis
Phalaenopsis ubonensis ist eine Pflanzenart aus der Gattung Phalaenopsis innerhalb der Familie der Orchideen (Orchidaceae). Sie ist in Thailand und Laos beheimatet. Das spezifische Epitheton ubonensis bezieht sich auf die thailändische Provinz Ubon.

## Beschreibung

### Vegetative Merkmale
Phalaenopsis ubonensis wächst lithophytische als relativ kleine, ausdauernde krautige Pflanze. Die Sprossachse ist 10–15 cm lang. Die sechs bis zwölf Laubblätter sind 10–16 cm lang.

### Generative Merkmale
Im Sommer und Herbst bilden sich achselständige, 50–150 cm langen, aufrechte, verzweigte Blütenstände. Die zwittrigen, duftende Blüten sind zygomorph, dreizählig und größer als die Blüten der verwandten Art Phalaenopsis pulcherrima. Die lavendel-, rosa- oder lilafarbene Blüten sind etwa 5 cm breit.

## Vorkommen
Man findet Phalaenopsis ubonensis in tropischen Tieflandwäldern in Höhenlagen von 150 bis 400 Metern.

## Systematik
Phalaenopsis ubonensis ist mit Phalaenopsis pulcherrima und Phalaenopsis buyssoniana näher verwandt.